# NGC 2450
NGC 2450 je galaksija u zviježđu Blizancima.

## Vanjske poveznice
- SEDS: NGC 2450